# Helastia salmoni
Helastia salmoni är en fjärilsart som beskrevs av Robin C. Craw 1987. Helastia salmoni ingår i släktet Helastia och familjen mätare. Inga underarter finns listade i Catalogue of Life.